# Aln

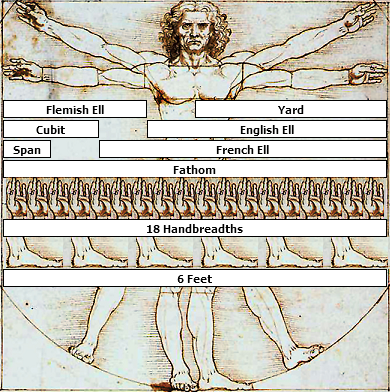
Leonardo da Vincis bild av den vitruvianske mannen visar nio olika historiska mått. Svensk aln motsvaras här av Flemish ell. Den ursprungliga alnen (t.ex. i Bibeln) betecknas cubit.

Aln (fornsvenska alin; ytterst från protoindoeuropeiska el-, armbåge, underarm) är ett äldre längdmått som funnits i olika varianter genom historien. Den ursprungliga betydelsen är "armen från bågen till spetsen av långfingret". Enheten är idag inte i allmänt bruk inom något välkänt måttsystem.
En romersk aln kallades ulna, vilket även är den medicinska termen för armbågsbenet.
|  | Wiktionary har en ordboksartikel om aln. |

## Mått i olika länder

### Danmark
En dansk aln var 0,562152 meter.

### Forntidens Egypten
I det forntida Egypten användes längdenheten kubit, som fanns i två olika utföranden. Den ena var cirka 52 cm lång (kunglig kubit) och delades i sju handsbredder (à fyra fingerbredder) och den andra (profan, eller vanlig, kubit) som var ungefär 45 cm lång (motsvarande sex handsbredder). Två profana kubit motsvarar således ungefär tre antika fot. Detta kubitmått är grunden, även om längden har varierat, för de senare alnmåtten.

### Gamla testamentet
Det brukar allmänt anses att en aln i Gamla testamentet motsvarade ungefär 18 tum, dvs lite drygt 45 cm eller en knapp halvmeter.

### Antikens Grekland
I antikens Grekland användes ett alnmått som var 1,5 fot = 24 dactylos (fingrar). En grekisk aln motsvarade 46,3 cm.

### Norge
| År  | 1274    | 1541     | 1683     | 1824     |
| --- | ------- | -------- | -------- | -------- |
| Aln | 55,3 cm | 63,26 cm | 62,94 cm | 62,75 cm |

### Romarriket
I Romarriket började man använda grekiska mått ungefär år 300 f.Kr. Den romerska längdenheten fot var ungefär 0,2957 meter och delades in i 12 uncia (motsv. tum) eller, i tekniska sammanhang, 16 digit (fingrar). En romersk aln, cubitus, var 24 digit, det vill säga ungefär 44,4 cm.

### Ryssland
Aln (på ryska: локоть, lokot, har även betydelsen armbåge) är en gammalrysk måttenhet, som omnämns i litteraturen från 1000-talet.
Alnen fanns i flera varianter – ofullständig aln, tvåhandsaln, stor aln. Stor aln är armens längd från axeln, och trängde undan den ursprungliga vanliga alnen. På så vis blev måttets namn (kroppsdelen armbåge) måttstockens beteckning. Dagens betydelse av termen ”aln”, som armbåge och led, finns i skriftliga källor från mitten av 1400-talet.
Aln användes både som officiellt mått inom handeln och i folkets vardagsliv. Ivan-alnen var ett officiellt längdmått i Novgorod. Fragment av måttstavar hittades under de arkeologiska utgrävningarna i Novgorod år 1955. Det är en rundstav av enträ med jämnt avskurna ändar. Dess yta hade blivit blankpolerad av långvarig användning. Stavens längd är 54,7 centimeter och daterade till mellan 1000 och 1100-talet.
Från 1500-talet trängdes alnmåttet gradvis undan av längdmåttet arsjin, som motsvaras av 0,7112 meter. 

### Storbritannien
En engelsk aln, ell, är definierad som 45 inch, eller 1,143 meter. Detta mått fortsatte användas bland skräddare in på 1900-talet. Här förekom även flamsk aln som motsvarade 0,6855 meter och fransk aln som motsvarade 1,3716 meter.

### Sverige
Redan i de gamla svenska landskapslagarna användes aln som måttenhet. Även det redskap, alnmåttet, med vilket denna längd mättes, kallades aln.
Måttet aln blev senare standardiserat och fortsatte att vara i bruk tills metersystemet infördes 1889. En aln indelades i 2 fot = 4 kvarter = 24 verktum à 24,74175 mm. 3 alnar var en famn och 18 000 alnar var en svensk gammal mil (10 688 m). Alnen var enligt denna definition 0,593808 meter lång. Verktum (12 per fot) ändrades till decimaltum, även kallad nytum (10 per fot, med motsvarande ökning i längden av 1 tum, 29,6904 mm).
Alnmåttet var olika på olika platser, och dess längd ändrades flera gånger. 
Fynd från Gotland visar att alnen där var 55,4 cm. I Västergötland användes en aln på 64 cm. Tomtuppgifter i Stockholm visar att där under medeltiden användes en aln om 52,5 cm.
Det äldsta kända alnmått var Rydaholmsalnen (Rijholmsalnen), som var uppsatt på dörren till Rydaholms kyrka i Jönköpings län. Den förstördes 1621 och ersattes med en ny 1664. Rydaholmsalnen användes redan omkring år 1100 i Skåne som byggnadsaln. Genom kungliga förordningar 1524 och 1582 bestämdes att den skulle gälla för hela Småland. På riksdagen i Norrköping 1604 fick Karl IX i uppdrag att "rätta" alla slags mått, mål och vikt. Det beslutades att det svenska alnmåttet skall vara lika med Rydaholmsalnen och att edsvurna smeder skulle tillsättas i alla städer för att göra alnmåtten.
Karl IX hade redan före 1605 låtit göra en aln efter den gamla Rydaholmsalnen och fästa den på dörren till Stockholms rådhus. Denna aln, som senare kallades Stockholmsalnen och från 1605 påbjöds såsom rikslikare jämte Rydaholmsalnen, var 0,5934 meter lång. Den nyare Rydaholmsalnen var cirka 1 % längre än Stockholmsalnen. Georg Stiernhielm gav Stockholmsalnen namnet Linea Carolina. Alnens växlande storlek i olika landsdelar åstadkom åtskillig villervalla. Allmogen klagade vid riksdagarna. Nya förordningar utfärdades 1733 och 1737. 1855 blev foten grundmått i stället för alnen. När metersystemet 1889 fastslogs som ensamt längdmåttsystem (efter införande av systemet 1879), slutade alnen användas i officiella sammanhang.
En svensk aln var lika med 0,94607 av den danska, norska och preussiska eller rhenländska alnen samt 0,4997 av den franska alnen (aune, definierad 1742 till 1,18845 m). En svensk aln på 0,593808 meter motsvarade 2,6323 Paris-fot.
| Stång | Famn  | Aln | Fot | Kvarter | Verktum | Verklinje | Meter      |
| ----- | ----- | --- | --- | ------- | ------- | --------- | ---------- |
| 1     | 1 2/3 | 5   | 10  | 20      | 120     | 1440      | 2,96892    |
|       | 1     | 3   | 6   | 12      | 72      | 864       | 1,781352   |
|       |       | 1   | 2   | 4       | 24      | 288       | 0,593784   |
|       |       |     | 1   | 2       | 12      | 144       | 0,296892   |
|       |       |     |     | 1       | 6       | 72        | 0,148446   |
|       |       |     |     |         | 1       | 12        | 0,024741   |
|       |       |     |     |         |         | 1         | 0,00206175 |

Alnen var de äldre längdmåttens huvudmått.

### Tyskland/Frankrike
I Europa utvecklades många lokala variationer, några så korta som 0,554 meter (i Landau i nuvarande Tyskland) eller så långa som 1,949 meter (i Dinan, Côtes–du–Nord i nuvarande Frankrike). Den preussiska alnen var 0,6669 meter och Hamburgeralnen 0,57314 meter. Från 1500-talet till 1700-talet angavs en fransk aln, aune, vanligen till 3 pied, 7 pouce och 8 lignes, men fastställdes 1742 av den franska akademien till 3 pied, 7 pouce och 10 5/6 lignes, eller omkring 1,188 45 meter kallad "Aune de Paris". Denna aln vann även insteg i Tyskland och Schweiz, där den benämndes stab.
Under övergången till metersystemet användes de så kallade "aune métrique" som var 1,2 meter. I Belgien har senare aune använts som benämning på en meter.

### Källnoter
1. ↑  "cubitus". NE.se. Läst 29 december 2013.
2. 1 2 3  Rolf Ohlon, Gamla mått och nya, 1974, sid. 10–15. ISBN 91-7198-013-X.
3. ↑  ”Noas ark och Bibelns mått”. Allt om Bibeln. https://www.alltombibeln.se/bibelfragan/noasark.htm. Läst 21 november 2023.
4. ↑  Franz Mozhnik: Lehrbuch des gesammten Rechnens für die vierte Classe der Hauptschulen in den k.k. Staaten. Im Verlage der k.k. Schulbücher Verschleiß-Administration bey St. Anna in der Johannisgasse, Wien 1848
5. ↑  Carlquist, Gunnar, red (1931). Svensk uppslagsbok. Bd 8. Malmö: Svensk uppslagsbok AB. sid. 455
6. ↑  Gamla mått och Nya, Rolf Ohlon s.
36.
7. ↑  ”Äldre svenska längdmått och ytmått”. www.ukforsk.se. http://www.ukforsk.se/subjects/enheter.htm. Läst 15 september 2022.
8. ↑  ”aln - Uppslagsverk - NE.se”. www.ne.se. https://www.ne.se/uppslagsverk/encyklopedi/l%C3%A5ng/aln. Läst 15 september 2022.
9. ↑  Carlsson, Albert W (1993). Med mått mätt : svenska och utländska mått genom tiderna (2., oförändr. utg). Stockholm: LT. sid. 31. Libris 7253576. ISBN 9136031577
10. ↑  Carlquist, Gunnar, red (1929). Svensk uppslagsbok. Bd 2. Malmö: Baltiska förlaget AB. sid. 784